# Антон Петерлін (фізик)
Антон Петерлін (словен. Anton Peterlin; 25 вересня 1908 — 24 березня 1993) — словенський фізик, який працював у Югославії і США.

## Біографія
Закінчив Берлінський університет імені Гумбольдта, у 1938 році отримав ступінь доктора філософії. У 1939 році був призначений професором фізики в Люблянському університеті, де пропрацював 22 роки. З січня 1946 року — доцент кафедри фізики, в 1947—1955 рр. — директор інституту Йожефа Стефана у Любляні, в 1955—1958 голова вченої ради інституту. У 1960 році виїхав з країни і зайняв посаду професора в Технічному університеті Мюнхена і голови інституту фізики з метою продовження свого теоретичного дослідження макромолекул. Через рік переїхав до США, в штат Північна Кароліна, де став директором лабораторії Камілль Дрейфус в інституті так званого «Дослідного трикутника» (Дарем), займався фундаментальними дослідженнями в галузі полімерів. Був ад'юнкт-професором університету Дюка до 1973 року, після чого переїхав до Вашингтона, де до 1984 року працював у Національному бюро стандартів (нині Національний інститут стандартів і технологій) помічником директора відділу полімерів. У травні 1992 року залишив США.
Петерлін — автор понад 400 наукових публікацій, лауреат Премії імені Франце Прешерна (1955), медалі Бінгема (1970), найпрестижнішої премії в галузі фізики високих полімерів від Американського фізичного товариства (1972), премії Бориса Кидрича за наукові заслуги (1983). Член Американського фізичного товариства і низки американських академій, член Німецького фізичного товариства і Німецького колоїдного товариства, Австрійської академії наук, академік Словенської академії наук і мистецтв (з 1949 року). У 1968 році став почесним членом Інституту Йожефа Стефана, в 1979 році — почесний доктор Майнцького університету, в 1988 році — почесний доктор Люблянського університету. Почесний член Товариства математиків, фізиків і астрономів Словенії з 1985 року.
Син — Борис Матія Петерлін, біомедик і почесний професор Каліфорнійського університету в Сан-Франциско. Донька — Таня Петерлін-Ноймаєр, фізик і журналіст. Онук і повний тезко — Антон Петерлін, футболіст.